# Anne-Lise Caudal
Anne-Lise Caudal, née le 26 juin 1984 à Saint-Jean-de-Luz est une joueuse de golf professionnelle depuis 2006. Elle vit à Ciboure.

## Palmarès
| 2008 | Ladies Open of Portugal |
| 2012 | Ladies German Open      |